# Лоялганна (Пенсільванія)
Лоялганна (англ. Loyalhanna) — переписна місцевість (CDP) в США, в окрузі Вестморленд штату Пенсільванія. Населення — 3409 осіб (2020).

## Географія
Лоялганна розташована за координатами 40°18′52″ пн. ш. 79°21′22″ зх. д. / 40.31444° пн. ш. 79.35611° зх. д. (40.314436, -79.356092).  За даними Бюро перепису населення США в 2010 році переписна місцевість мала площу 6,10 км², уся площа — суходіл.

## Демографія
Згідно з переписом 2010 року, у переписній місцевості мешкало 3428 осіб у 1602 домогосподарствах у складі 981 родини. Густота населення становила 562 особи/км².  Було 1719 помешкань (282/км²).
Расовий склад населення:
| - 98,5 % — білих - 0,6 % — чорних або афроамериканців - 0,1 % — корінних американців - 0,1 % — азіатів |

До двох чи більше рас належало 0,7 %. Частка іспаномовних становила 0,3 % від усіх жителів.
За віковим діапазоном населення розподілялося таким чином: 16,1 % — особи молодші 18 років, 58,1 % — особи у віці 18—64 років, 25,8 % — особи у віці 65 років та старші. Медіана віку мешканця становила 49,5 року. На 100 осіб жіночої статі у переписній місцевості припадало 90,6 чоловіків;  на 100 жінок у віці від 18 років та старших — 88,5 чоловіків також старших 18 років.
Середній дохід на одне домашнє господарство  становив 53 440 доларів США (медіана — 43 750), а середній дохід на одну сім'ю — 68 162 долари (медіана — 67 543). Медіана доходів становила 45 799 доларів для чоловіків та 31 019 доларів для жінок. За межею бідності перебувало 16,6 % осіб, у тому числі 34,0 % дітей у віці до 18 років та 3,3 % осіб у віці 65 років та старших.
Цивільне працевлаштоване населення становило 1668 осіб. Основні галузі зайнятості: освіта, охорона здоров'я та соціальна допомога — 27,6 %, виробництво — 15,0 %, науковці, спеціалісти, менеджери — 7,9 %, будівництво — 7,8 %.